# 新・にっぽんの芸能
『新・にっぽんの芸能』（しん・にっぽんのげいのう）は、NHK教育テレビジョン（Eテレ）が2022年度に開始した日本の古典芸能を取り上げる教養番組の放送枠である。

## 概要
2022年4月1日をもって11年間の歴史に幕を閉じた『にっぽんの芸能』をリニューアルする形で放送された番組である。
本番組としては1年のみで終了となるが、後継番組として『芸能きわみ堂』が本番組から25分繰り上げる形で開始される予定で、高橋と庭木はそのまま後継番組にも出演する。

## 放送時間
- NHK Eテレ
  - 金曜 21:25 - 22:00
  - 木曜 14:15 - 14:50（再放送）
  - 金曜 5:30 - 6:05（再放送）

## 放送内容
蔵出し！名舞台
たからのことば

## 放送リスト
| 2022年 | 2022年   | 2022年                                                 | 2022年                                 | 2022年 | 2022年                         |
| 回     | 放送日   | タイトル                                               | 古典芸能                               | ゲスト | たからのことば                 |
| ------ | -------- | ------------------------------------------------------ | -------------------------------------- | --- | ------------------------------ |
| 1      | 4月08日  | 鮮やか！片岡愛之助の「蜘蛛絲梓弦」前編                 | 歌舞伎                                 | 片岡愛之助 サラ・オレイン                                                                                       | （なし）                       |
| 2      | 4月15日  | 片岡愛之助奮闘！「蜘蛛絲梓弦」後編                     | 歌舞伎                                 | 片岡愛之助 サラ・オレイン                                                                                       | （なし）                       |
| 3      | 4月22日  | 春らんまん 花見の宴                                    | 歌舞伎音楽 竹本                        | ロバート・キャンベル 佐藤和哉 妹尾武 木場大輔 伊藤麻衣子                                                        | （なし）                       |
| 4      | 4月29日  | 蔵出し! 名舞台 五世 中村富十郎                         | 歌舞伎                                 | 中村鷹之資 | （なし）                       |
| 5      | 5月06日  | 10代におくる！古典芸能の魅力 〜箏曲・狂言〜            | 尺八 狂言                              | 鈴木福 | （なし）                       |
| 6      | 5月13日  | 森村泰昌と桐竹勘十郎 文楽の可能性に挑む                | 文楽                                   | （なし） | （なし）                       |
| 7      | 5月20日  | 恋した相手は平安貴族「須磨の写絵（うつしえ）」         | 歌舞伎舞踊                             | 中村梅玉 | 西江喜春（琉球古典音楽）       |
| 8      | 5月27日  | 坂東彌十郎と見る「鎌倉殿」と歌舞伎                     | 歌舞伎                                 | 坂東彌十郎 |                                |
| 9      | 6月03日  | 紫の花ものがたり 花に託した日本人のこころ              | -                                      | 村雨辰剛 尾上菊之丞                                                                                             | 宮城幸子（琉球舞踊）           |
| 10     | 6月17日  | 踊りの魂を伝える 尾上松緑・左近「連獅子」              | 連獅子                                 | 尾上松緑 尾上左近                                                                                               |                                |
| 11     | 6月24日  | 蔵出し！名舞台 高橋英樹が語る二世尾上松緑              | 歌舞伎                                 | 尾上菊五郎 |                                |
| 12     | 7月01日  | 謡降るまち 金沢『能』めぐり                            | 能 加賀宝生                            | - |                                |
| 13     | 7月08日  | 京の花街が伝える心の芸〜先斗町“鴨川をどり”〜           | 芸                                     | - |                                |
| 14     | 7月15日  | 偏愛『三味線』アワー                                   | 三味線                                 | いとうせいこう マーティー・フリードマン 芳村伊十冶郎                                                            | 志田房子（琉球舞踊）           |
| 15     | 7月22日  | 今“古典芸能系”マンガがアツい!!                         | 能 能楽                                | 津田健次郎 観世銕之丞                                                                                           | 中村一雄（琉球古典音楽）       |
| 16     | 8月05日  | 春風亭一之輔とコワがる怪談特集                         | 落語 歌舞伎                            | 春風亭一之輔 |                                |
| 17     | 8月12日  | 藤原道山がおくる尺八の魅力                             | 尺八                                   | 藤原道山 |                                |
| 18     | 8月26日  | 夏、躍動の舞踊 “二人三番叟”                            | 舞踊                                   | 花柳寿々彦 藤間直三 阿部さとみ                                                                                  |                                |
| 19     | 9月02日  | 蔵出し！名舞台 伝説の二枚目・長谷川一夫                | 歌舞伎                                 | 中村鴈治郎 |                                |
| 20     | 9月09日  | 能装束で堪能！幽玄なる美の世界                         | 能                                     | 佐々木洋次 |                                |
| 21     | 9月16日  | 蔵出！名舞台 没後10年・十八世 中村勘三郎               | 歌舞伎                                 | 中村勘九郎 野田秀樹 渡辺えり                                                                                    |                                |
| 22     | 9月23日  | お染と久松〜かなわぬ恋のゆくえは〜                     | 舞踊                                   | いとうせいこう 鈴木紗理奈                                                                                       |                                |
| 23     | 9月30日  | 祝！人間国宝認定へ 中村梅玉（「須磨の写絵」）          | 歌舞伎                                 | 中村梅玉 | 西江喜春（琉球古典音楽、組踊） |
| 24     | 10月07日 | 魅惑のペルソナ 仮面の古典芸能                          | 面 京劇                                | コシノヒロコ 劉妍                                                                                               |                                |
| 25     | 10月14日 | 江戸のふしぎ職業図鑑                                   | 舞踊                                   | 山口智充 棚橋正博                                                                                               | 竹本駒之助（浄瑠璃）           |
| 26     | 10月21日 | 蔵出し！名舞台 上方舞 吉村雄輝                         | 上方舞                                 | 池畑慎之介 山田庄一                                                                                             |                                |
| 27     | 10月28日 | 鎌倉ゆかりの芸能スペシャル 「賤の苧環」IN鶴岡八幡宮    | 白拍子 舞踊                            | 尾上右近 坂井孝一                                                                                               |                                |
| 28     | 11月04日 | 泣き笑い！上方歌舞伎入門                               | 歌舞伎                                 | 桂吉弥 森西真弓                                                                                                 |                                |
| 29     | 11月11日 | “名古屋をどり”に新風！伝統とエンタメの大集結           | 舞踊                                   | 本田剛文 OSK日本歌劇団 戸田恵子                                                                                 |                                |
| 30     | 11月18日 | 驚きの芸能アイランド 佐渡の旅 前編                     | 鬼太鼓 能楽 狂言 人形芝居              | - |                                |
| 31     | 11月25日 | 驚きの芸能アイランド 佐渡の旅 後編                     | 鬼太鼓 能楽 狂言 人形芝居              | - |                                |
| 32     | 12月09日 | 藤間紫、いま咲き誇る                                   | 舞踊                                   | 藤間紫 長塚圭史 市川笑三郎                                                                                      | 中村梅玉（歌舞伎）             |
| 33     | 12月23日 | 今年の話題2022                                         | 歌舞伎 箏曲 風流踊                     | 織田紘二 |                                |
| 2023年 |          |                                                        |                                        | |                                |
| 34     | 1月01日  | 新春スペシャル                                         | 舞踊 箏 尺八 手妻 曲独楽 かるた 太神楽 | 宮崎美子 音尾琢真 山田裕貴 花柳基 花柳源九郎 藤山大樹 遠藤千晶 藤原道山 三増れ紋 東京大学かるた会 伶楽舎 太神楽 |                                |
| 35     | 1月06日  | 箏で楽しむ にっぽんのお正月                            | 地唄                                   | - |                                |
| 36     | 1月20日  | 唄と舞でことほぐ“なにわの春”〜上方の地唄・地唄舞入門〜 | 地唄 上方舞                            | 桂米團治 |                                |
| 37     | 1月27日  | 初春から飲んで浮かれて！                               | 舞踊                                   | - |                                |
| 38     | 2月10日  | 狂言で大活躍！わわしい女たち                           | 狂言                                   | わかぎゑふ |                                |
| 39     | 2月17日  | 女流義太夫の魅力「仮名手本忠臣蔵・七段目」             | 女流義太夫                             | 織田紘二 |                                |
| 40     | 2月24日  | 燃え上がる情念の表現                                   | 舞踊                                   | - |                                |
| 41     | 3月03日  | ファンタジア近江 芸能の旅                              | 能楽 琵琶                              | 福家俊彦 宇髙竜成 田中旭泉 大津芸能倶楽部                                                                       |                                |
| 42     | 3月10日  | 蔵出し！河竹黙阿弥・名ゼリフの“宝箱”                   | 歌舞伎                                 | 齋藤孝 尾上右近                                                                                                 |                                |
| 43     | 3月17日  | 文楽「道行初音旅」〜音楽としての魅力を堪能する〜       | 文楽                                   | いとうせいこう 桜井秀俊                                                                                         |                                |
| 44     | 3月31日  | 出会い！笑顔！感動の名場面集                           | -                                      | - |                                |